# 谯东镇
谯东镇，是中华人民共和国安徽省亳州市谯城区下辖的一个乡镇级行政单位。

## 行政区划
谯东镇下辖以下地区：
辛集村、闫窑村、余集村、辛阁村、大寺村、石大营村、车埠口村、石桥铺村、铜关村和辛庄村。